# Rhamdia foina
Rhamdia foina är en fiskart som först beskrevs av Müller och Troschel, 1849.  Rhamdia foina ingår i släktet Rhamdia och familjen Heptapteridae. Inga underarter finns listade i Catalogue of Life.